# Sulli
Choi Jin-ri (n. 29 martie 1994, Yangsan⁠(d), Coreea de Sud – d. 14 octombrie 2019, Sujeong-su⁠(d), Gyeonggi-do, Coreea de Sud), cunoscută ca Sulli a fost o cântăreață, o actriță și un model sud-coreeană. A debutat ca actriță în copilărie, jucând în serialul Ballad of Seodong (2005), și a devenit cunoscută după rolul ei din Punch Lady (2007). În 2009 și-a început cariera muzicală ca membră a formației F(x). A cunoscut popularitate internațională datorită stilului unic al trupei, care a adunat fani din întreaga lume. f(x) este prima trupă K-Pop care a participat la festivalul SXSW și a fost recunoscută de Fuse și Billboard pentru calitatea albumelor lor. În 2015 a părăsit trupa pentru a-și continua cariera în actorie. A murit pe 14 octombrie 2019, prin sinucidere, din cauza depresiei.

## Tinerețe
Sulli s-a născut pe 29 martie 1994, în Busan. Avea 2 frați mai mari.

## Carieră
Sulli a debutat ca actriță la vârsta de 11 ani, în 2005, în serialul Ballad of Seodong, unde a jucat rolul tinerei prințese Seonhwa din Silla. În următorii ani a jucat în alte filme și seriale, precum Love Needs a Miracle (2005) și Drama City (2007), urmate de filmele independente Punch Lady (2007) și BA:BO (2008). Când era în clasa a patra, Sulli s-a înscris la agenția SM Entertainment și a locuit cu Taeyeon și Tiffany din Girls Generation până în anul 2007. A debutat cu F(x) în anul 2009, cu single-ul „LA chA TA” și participă în activitățile trupei până în 2014. Trupa a avut un mare succes internațional, lansând, până în ziua de azi, 4 albume, 2 mini-albume și mai multe single-uri, toate având succes comercial. Albumul lor „Pink Tape” a fost numit de către Billboard drept cel mai bun album K-Pop al deceniului 2010-2020. În anul 2012, a jucat rolul principal în serialul To The Beautiful You. Personajul ei, Gu Jae-Hee, se deghizează într-un băiat pentru a se înscrie la școala unui sportiv de care era pasionată, pentru a-l ajuta să își refacă cariera După un an de pauză la cariera ei cu trupa f(x), Sulli a părăsit grupul în 2015, pentru a-și continua cariera de actriță. Sulli s-a întors la cariera ei muzicală în anul 2019, și a lansat EP-ul Goblin, conținând 3 melodii, pe 29 iunie 2019.

## Moartea
Sulli a decedat pe data de 14 octombrie 2019. A murit la reședința ei, în Seongnam, unde a fost găsită de către managerul ei, cu care vorbise cu o zi inainte. Înmormântarea ei a fost privată, rezervată familiei și celor apropiați, dar agenția sa, SM Entertainment, a organizat un priveghi și pentru fani. O lună mai târziu, o prietenă apropiată a ei, Goo Hara din Kara, s-a sinucis pe 24 noiembrie 2019.

## Discografie

### Single-uri
- Goblin (2019)
- On The Moon (2019)
- Dorothy (2019)